# Nexinto
Die Nexinto GmbH war ein deutsches IT-Unternehmen mit Sitz in Hamburg. Tätigkeitsschwerpunkt waren IT-Service-Lösungen für das Management geschäftskritischer, informationstechnischer Systeme und digitale Transformation in den Bereichen IT-Security, Business Intelligence und Digital Workplace.

## Geschichte
Nexinto ging 2013 aus der Easynet GmbH hervor. Easynet entstand im Jahr 1994 als IT-Service-Unternehmen in Deutschland und England. Der Schwerpunkt lag zunächst auf dem Managed-Network-Markt.
Ende der 1990er Jahre konzentrierte sich Easynet auf den Betrieb von E-Commerce-Systemen. Bis 2008 wurden weitere Rechenzentren in Deutschland erschlossen, um das Leistungsspektrum des Unternehmens zu erweitern. Mit Hilfe des Investors LDC wuchs das Portfolio anschließend um weitere Managed Networks und Managed Hosting Services für globale Geschäftskunden an.
Zu den Eigentümern von Nexinto zählten neben dem Management insbesondere Lloyds TSB Development Capital, ein Tochterunternehmen der Lloyds Banking Group. 2013 erfolgte die Umfirmierung der deutschen Sparte der Easynet GmbH zur Nexinto GmbH. Damit hob der IT-Service-Anbieter die Ausrichtung der deutschen Easynet-Einheit auf kundenindividuelle IT Sourcing Solutions und Applikationen im eigenen Land hervor. Ein Jahr später brachte Nexinto mit der Nexinto Business Cloud ein neues Cloud-Produkt auf den Markt. Im Herbst 2017 wurde Nexinto von PlusServer übernommen.
Das Unternehmen hatte sich zuletzt vor allem auf die Entwicklung von Continuous-Deployment-Prozessen und Microservices-Architekturen im Cloud-Umfeld sowie auf den Aufbau und Betrieb von hochverfügbaren IT-Plattformen spezialisiert.
Die Nexinto GmbH wurde im Herbst 2018 auf die PlusServer GmbH verschmolzen.

## Portfolio
Basierend auf einer Multi-Cloud-Infrastruktur mit eigenen Tier-3- und Tier-4-Rechenzentren, bot Nexinto seinen Kunden Services für IT-Virtualisierung, Digital Workplaces, IT-Security, Data Intelligence und das Internet of Things. Sämtliche Rechenzentren der Nexinto GmbH befanden sich in Deutschland.
Speziell mittelständischen Kunden bot Nexinto mit der Nexinto Business Cloud „IT-on-Demand“. Im Frühjahr 2017 schloss Nexinto im Bereich „Next Generation Storage“ eine Kooperation mit dem Storage-Anbieter Tintri ab.

## Marktanteile
Nexinto managte rund 20 Prozent des gesamten deutschen E-Commerce-Marktes und war damit einer der größten Provider in Deutschland. Die Kunden stammten aus den Branchen Handel, Industrie, Dienstleistungen, Medien und Logistik. Zu den Kunden gehörten u. a. Otto, Allianz, Carhartt, Relacon, Sabio und Coyo.
Nexinto war 2015, 2016 und 2017 Preisträger des Top Service Awards im Bereich IT. 2017 erzielte Nexinto beim Wettbewerb „TOP SERVICE Deutschland“ des Beratungshauses ServiceRating. unter 110 Teilnehmern den 1. Platz als B2B-Unternehmen mit der größten Kundenorientierung. Darüber hinaus war Nexinto Gewinner des Best in eCommerce Award 2015.